# Metacatharsius murati
Metacatharsius murati är en skalbaggsart som beskrevs av Renaud Maurice Adrien Paulian 1939. Metacatharsius murati ingår i släktet Metacatharsius och familjen bladhorningar. Inga underarter finns listade i Catalogue of Life.